# Un viaggio
Un viaggio (A Journey) è un libro autobiografico di Tony Blair, Primo ministro del Regno Unito fra il 1997 ed il 2007.
Tony Blair, arrivato alla fine della sua carriera di Primo Ministro, traccia un libro di memorie che spiega il percorso che lo ha portato a ricoprire questo importante ruolo.

## Struttura
Il libro inizia con il racconto della notte elettorale del 1º maggio 1997, che segna la netta vittoria elettorale del Partito Laburista, guidato da Tony Blair, sul Partito Conservatore e sul Partito Liberal Democratico: la vittoria fu significativa, con un margine di 179 seggi rispetto alla somma degli altri due partiti. il Labour ottenne così uno dei maggiori successi elettorali nella storia politica britannica. 
Di quella notte Blair non descrive solo l'euforia per la vittoria, ma si sofferma soprattutto sul timore di non essere all'altezza delle elevate aspettative degli elettori, e sulla consapevolezza che il forte consenso era dovuto alla promessa di cambiare l'Inghilterra attraverso un programma politico di profonde riforme: il New Labour. 
Il racconto prosegue con la narrazione del percorso politico di Blair che lo portò alla leadership del Partito Laburista.
La prima candidatura alle elezioni suppletive di Beaconsfield nel 1982 e la vittoria per il seggio parlamentare del collegio di Sedgefield. Blair riesce a farsi notare per le sue capacità e stringe una stretta amicizia politica con Gordon Brown, da tutti ritenuto personaggio di spicco degli allora giovani politici laburisti e probabile futuro leader. Insieme a Brown Tony Blair entra nel governo ombra di Neil Kinnock prima della pesante sconfitta elettorale dei laburisti nelle elezioni politiche del 1992. I due giovani entrano quindi nel governo ombra del nuovo leader laburista John Smith. Blair era ancora un forte amico di Brown, tuttavia è proprio dopo l'ennesima sconfitta elettorale che si convince che affinché il partito laburista potesse ritornare a vincere le elezioni era necessario proporre un cambiamento radicale, che trasformasse il partito e lo rendesse capace di relazionarsi con l'elettorato moderno: Blair in particolare critica l'incapacità di comprendere l'ambizione dell'iniziativa privata, le opinioni confuse su immigrazione, politiche europee, economia, comportamenti antisociali, la difesa di uno status quo non difendibile dell'istruzione, della sanità e dell'influenza dei sindacati sul partito, unite ad un approccio alla spesa pubblica "tassa e spendi" che allontanava l'elettorato moderato.
Nel maggio del 1994 John Smith muore improvvisamente. Ne segue una corsa alla successione serrata: Blair chiede a Brown di farsi da parte ed accettare che sia lui il nuovo leader. Le trattative si svolgono in una serie di posti lontani dalle sedi di partito, in cui i due giovani leader rimangono soli; Brown alla fine accetta di farsi da parte per spianare la strada al suo ex collaboratore. Tuttavia l'autore non chiarisce le condizioni per cui Brown, che godeva di enorme consenso nell'ala conservatrice del partito, aveva accettato a farsi da parte; probabilmente Blair gli aveva garantito il posto di ministro del Tesoro più la garanzia che si sarebbe fatto da parte in caso di sconfitta. Il 1º giugno 1994 Brown annuncia che non si candiderà come leader dei laburisti, spianando di fatto la strada all'ex amico che vince senza difficoltà su Margaret Beckett e John Prescott.
Una volta leader, Blair riesce a riformare la clausola IV dello statuto laburista, che proponeva la proprietà comune dei mezzi di produzione, eliminando dunque ogni traccia di comunismo e socialismo reale dal partito. Ciò causerà una grave polemica interna con i sindacati e l'estrema sinistra del partito, ma per gli inglesi rappresenta il segnale che il Labour è davvero cambiato, e dopo la presentazione del programma di riforme New Labour gli inglesi danno fiducia a Blair, che vince tutte le elezioni intermedie fino al trionfo elettorale del 1997.

### Politica interna dei governi Blair
Blair descrive in maniera molto accurata la politica interna dei suoi governi, soprattutto elenca le numerose riforme della struttura dei servizi pubblici e delle istituzioni inglesi. Alcune riforme furono criticate dall'estrema sinistra del partito, che però non aprì mai una frattura politica. Fra le numerose riforme Blair in particolare elenca:
- La profonda riforma del sistema dell'istruzione, in particolare della scuola secondaria superiore, con l'introduzione di profondi investimenti, la flessibilità degli insegnamenti e della burocrazia che regola il sistema, l'introduzione delle tasse universitarie, norma che ha suscitato aspre critiche interne ma che ha indubbiamente aiutato le università a mantenere e migliorare i loro standard.
- La politica contro i comportamenti anti sociali, accompagnata però da interventi volti a combattere ed eliminare le cause alla base di tali comportamenti.
- La riforma dei servizi pubblici e sanitari, volta ad abbattere le lunghe liste di attesa e gli ostacoli strutturali del sistema che impedivano un funzionamento efficiente

Alla fine del suo mandato, le statistiche confermavano la migliore efficienza del welfare inglese, in ambito sanitario con l'abbattimento dei tempi morti delle liste di attesa, in tutta l'Inghilterra scesi sotto i sei mesi; una notevole riduzione dei fenomeni di microcriminalità, violenza giovanile e altri comportamenti antisociali, anche nelle zone più disagiate quali periferie o città industriali; la migliore efficienza della macchina statale e il notevole miglioramento degli standard delle scuole inglesi.
Blair descrive inoltre il difficile lavoro diplomatico che ha portato la pace in Irlanda del Nord ed il cessare delle violenze dell'IRA in quel paese.

### Politica estera dei governi Blair
In politica estera Blair si è distinto per un ruolo sempre rilevante in ambito internazionale: uno dei suoi più grandi successi è stato coinvolgere gli Stati Uniti e la NATO ad intervenire in Bosnia e Kosovo contro le violenze del dittatore serbo Slobodan Milošević sulla popolazione kosovara, nel 1999.
Blair è stato un grande amico del presidente statunitense Bill Clinton ed ha avuto anche un ottimo rapporto con George W. Bush, con cui ha deciso di intervenire in Iraq per deporre la dittatura di Saddam Hussein, di cui si sospettava il possesso di armi di distruzione di massa da usare contro la popolazione occidentale. Tali armi poi non sono mai state trovate, A chi lo critica per l'intervento in Iraq Blair nel libro risponde pubblicando i documenti ufficiali degli ispettori ONU, incaricati prima dell'inizio della guerra di trovare le armi illegali e distruggerle: in questi rapporti si legge che gli ispettori sospettavano fortemente l'esistenza di tali armi, dato che Saddam ostacolava in tutti i modi il loro lavoro ed impediva alle autorità ed i dipendenti delle basi militari di parlare con loro. Blair alla fine decise di intervenire dunque, anche con il parere contrario dell'ONU, nella convinzione di proteggere il suo popolo da un grande pericolo.

### La fine del secondo mandato e le polemiche interne al Labour
Verso la fine del secondo mandato Gordon Brown comincia ad ostacolare in maniera molto velata il New Labour ed in generale la politica di Blair. Il motivo secondo Blair era che Brown aspirava ad essere il candidato del Labour per le elezioni del 2005. Blair racconta che, a causa dell'ostruzionismo fatto dagli uomini di Gordon alle sue riforme, verso le elezioni ci fu un incontro chiarificatore con l'ex amico, in cui prometteva di cedergli la leadership del partito se non avesse ostacolato gli ultimi suoi interventi prima della fine del mandato; tuttavia decise poi di cambiare idea e si candidò per un terzo mandato. Ciò causò una frattura insanabile fra i due leader, che però in pubblico mantennero sempre un atteggiamento amichevole (Brown rimase Ministro del Tesoro dopo la terza vittoria di Blair).

### Il Terzo mandato e le dimissioni
Le elezioni del 2005 videro un forte ridimensionamento dei Laburisti, che videro assottigliarsi notevolmente la loro maggioranza a 66 seggi di vantaggio sui Tory, pur mantenendo la maggioranza assoluta. Ciò fece maturare nel partito laburista il sospetto che il New Labour non riusciva più in modo efficace a interpretare le richieste del popolo inglese, e che serviva un cambio di rotta: i sindacati ma soprattutto Brown acquistarono nel partito notevole forza; i rapporti ormai ostili fra lui e Blair resero difficile qualsiasi attività del governo e della maggioranza. Ormai il partito si era convinto che era necessario un cambio di rotta e cercò di aprire una mediazione fra Brown e Blair per trovare un accordo per la transizione. In realtà Blair sostiene che molti dei voti persi dal Labour erano dovuti alla ostilità della base alla guerra in Iraq e pochi altri provvedimenti, e che la maggior parte dei voti perduti erano andati ai liberal democratici: si trattava dunque di consensi che potevano essere facilmente recuperati. Inoltre per il partito sarebbe stato pericoloso abbandonare il New Labour senza una chiara idea politica alternativa, e ciò lo avrebbe esposto ad una possibile ripresa dei Conservatori.
Tuttavia il partito decise infine che era necessario rassicurare la base con un leader più tradizionalista, e chiese, più o meno velatamente, a Blair di farsi da parte. Blair si dimise dalla carica di primo ministro il 27 giugno 2007, lasciando il passo a Gordon Brown.

## Edizioni
- Tony Blair, Un viaggio, Rizzoli Editore, 2010.